# Сьмецюхувка
Сьмецюхувка (пол. Śmieciuchówka) — село в Польщі, у гміні Пшеросль Сувальського повіту Підляського воєводства.
Населення — 152 особи (2011).
У 1975-1998 роках село належало до Сувальського воєводства.

## Демографія
Демографічна структура станом на 31 березня 2011 року:
|          | Загалом | Допрацездатний вік | Працездатний вік | Постпрацездатний вік |
| -------- | ------- | ------------------ | ---------------- | -------------------- |
| Чоловіки | 72      | 12                 | 43               | 17                   |
| Жінки    | 80      | 22                 | 38               | 20                   |
| Разом    | 152     | 34                 | 81               | 37                   |